# 青钟堇属
青钟堇属（学名：Guthriea）为钟花科科的一个属。

## 下属物种
本属包括以下物种：
- 青钟堇 Guthriea capensis Bolus